# گابریل بارتولتی
گابریل بارتولتی (انگلیسی: Gabriele Bartoletti؛ زادهٔ ۱۹ آوریل ۱۹۸۴) بازیکن فوتبال اهل ایتالیا است.
از باشگاه‌هایی که در آن بازی کرده‌است می‌توان به باشگاه فوتبال دلفینو پسکارا اشاره کرد.